# Thokozile Masipa
Thokozile Matilda Masipa (* 16. Oktober 1947 in Orlando East, heute Teil von Soweto) ist eine südafrikanische Juristin. Sie erlangte internationale Aufmerksamkeit, als sie als Richterin den Leichtathleten Oscar Pistorius am 21. Oktober 2014 wegen fahrlässiger Tötung zu fünf Jahren Haft verurteilte.

## Leben
Masipa wuchs in ärmlichen Verhältnissen als ältestes von zehn Kindern in Soweto auf. Fünf ihrer Geschwister starben noch im Kindesalter, ein weiteres wurde später erstochen. Masipa besuchte die St. John Berchman Primary School in Orlando East und die St. Theresa School in Manzini in Swasiland. 1966 erlangte sie ihren Highschool-Abschluss an der Immaculata High School in Alexandra. Anschließend arbeitete sie fünf Jahre, um ein Studium zu finanzieren. Sie studierte soziale Arbeit und schloss 1974 mit dem Bachelor ab. Danach arbeitete sie als Sozialarbeiterin und Gerichtsreporterin. Als Journalistin machte sie persönliche Erfahrungen mit Polizeigewalt. Sie wandte sich den Rechtswissenschaften zu und erlangte 1990 den Bachelor of Laws an der Universität von Südafrika. 1991 wurde sie als Anwältin zugelassen und war in dieser Funktion bis 1998 für das Gericht Johannesburg tätig. Am 1. Dezember 1998 wurde sie als Richterin an die Transvaal Provincial Division des High Court berufen.
Nachdem der Leichtathlet Oscar Pistorius seine damalige Freundin Reeva Steenkamp am 14. Februar 2013 in seinem Haus in Pretoria erschossen hatte, wurde er im September 2014 von Masipa vom Vorwurf der vorsätzlichen Tötung freigesprochen, aber wegen fahrlässiger Tötung schuldig gesprochen. Der weitere Verlauf des Verfahrens wird im Artikel Oscar Pistorius beschrieben.